# Fickstöld

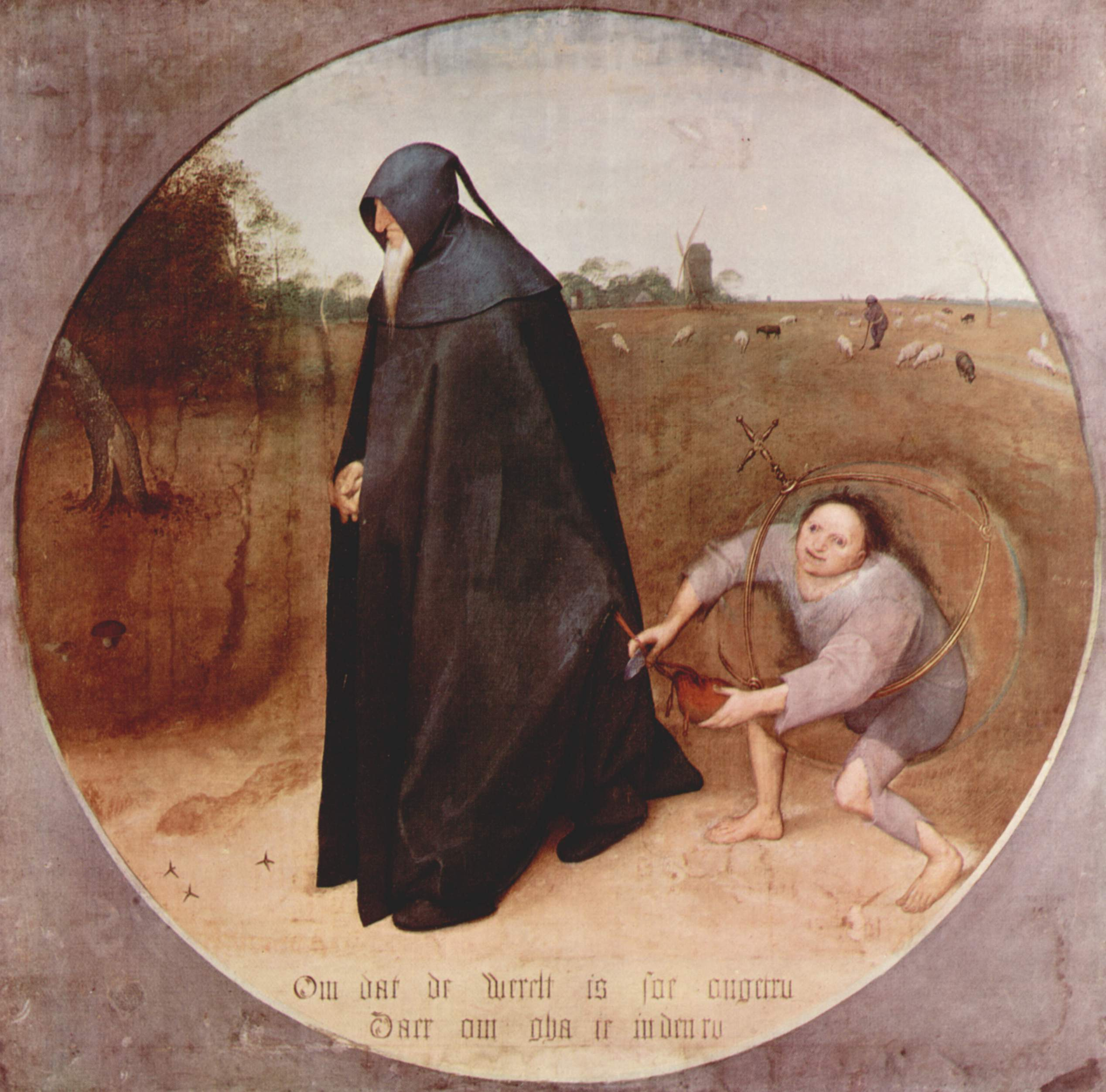
Fickstöld i en målning från 1500-talet.
(Misantropen, målning av Pieter Brueghel den äldre, ca 1568.)

Fickstöld är en typ av stöld som innebär att man stjäl någonting som någon "bär med sig, eller på sig". Vanligtvis är ficktjuven/ficktjuvarna ute efter pengar och stjäl då plånböcker, mobiltelefoner eller handväskor. I vissa fall kan även pass eller andra identitetshandlingar stjälas för att användas till exempel för att beställa varor i någon annans namn. Den som utför stölden kallas ficktjuv, och försöker oftast begå sitt brott obemärkt även för offret. Juridiskt sett i Sverige är fickstöld nästan alltid att betrakta som grov stöld enligt brottsbalken 8:e kapitel 4§, vilket innebär ett minimistraff om sex månaders fängelse. 

## Förebyggande åtgärder
Ett bra sätt att göra det svårt för ficktjuvar är att ha värdesaker i innerfickor, i de främre byxfickorna eller i en stängd magväska som sitter tätt inpå kroppen, så att man känner om någon försöker ta saker ur den. Om man är på en plats med mycket trängsel är det även bra att med jämna mellanrum känna efter att man fortfarande har allting med sig.

## Exempel
- Stöld ur väska i ägarens direkta närhet
- Stöld ur ficka i ett klädesplagg som någon bär på sig